# Política de aquisição de acervo
Política de aquisição de acervo é uma prática adotada por museus e coleções que é estabelecido pelo programa do acervo e visa selecionar o tipo de material que fará parte ou não do acervo, seguindo os propósitos adotados por cada instituição. Tais políticas procuram racionalizar e definir o conteúdo presente em cada acervo, estabelecendo um função para as peças que pode ser, por exemplo, histórico, documental ou estritamente artístico. Assim, as instituições podem atualizar suas coleções de acordo com critérios pré-estabelecidos.

## Formas de aquisição
Compra: A aquisição por meio da compra ocorre com o a solicitação de determinados objetos ou conjuntos que é de interesse para a instituição. A proposta de venda do interessado deve conter a descrição dos objetos, o valor da proposta, declaração de propriedade e proveniência dos documentos. Também deve conter um laudo de autenticidade e de avaliação, e um laudo de conservação referente ao estado dos objetos.
Doação: O interesse parte do próprio doador em entregar os objetos para a instituição. O processo de doação segue os mesmos requisitos que o processo de compra, e também deve atender aos interesses do acervo.